# Giorgio Poi
Giorgio Poi, pseudonimo di Giorgio Poti (Novara, 12 aprile 1986), è un cantautore, polistrumentista e produttore discografico italiano.

## Biografia

### Gli esordi
Nasce a Novara e trascorre parte dell’infanzia a Lucca e a Roma. Appena ventenne si trasferisce a Londra, dove si diploma in chitarra jazz alla Guildhall School of Music and Drama. Nel frattempo dà vita ai Vadoinmessico, con i quali pubblica l'album Archaeology of the Future che li porterà in un tour in Europa e negli Stati Uniti. Il progetto assumerà una nuova forma, cambiando nome in Cairobi. Dal 2013 al 2017 ha vissuto a Berlino.

### 2016-2018: Debutto da solista conFa niente
(Giorgio Poi, 2017)
Inizierà a scrivere in seguito canzoni in lingua italiana. Raggiunge la notorietà in Italia con i singoli Niente di strano, il cui video è interpretato dall'attore Luca Marinelli, e Tubature nel 2016. Il 29 ottobre 2016 pubblica sul canale YouTube dell'etichetta Bomba Dischi una cover de Il mare d'inverno di Loredana Bertè.
Il 10 febbraio 2017 ha pubblicato l'album Fa niente per Bomba Dischi. Il 6 ottobre è stata rilasciata una ristampa in vinile dell'album, contenente due pezzi inediti: Semmai e Il tuo vestito bianco.
Il 13 aprile 2018 esce La Malanoche, esordio solista di Francesco De Leo (L'Officina della Camomilla), prodotto da Giorgio Poi.
Il 2 maggio 2018 è uscito il singolo Missili, frutto della collaborazione con Frah Quintale e prodotto dal duo Takagi & Ketra. Il brano, prima ancora di essere trasmesso in radio, supera il milione di ascolti su Spotify, raggiungendo il primo posto nella Viral Chart Italia e il nono posto nella Viral 50 globale.
Duetta inoltre con Carl Brave nel brano Camel blu, contenuto nell'album d'esordio del rapper Notti brave, pubblicato l'11 maggio 2018 dalla Universal.
Giorgio Poi ha collaborato anche con Luca Carboni, in veste d'autore per il brano Prima di partire, contenuto in versione solista nell'album Sputnik uscito l'8 giugno 2018.
Nel luglio 2018 annuncia di aver registrato una versione in italiano del brano Lovelife dei Phoenix, su richiesta della band. La versione di Lovelife firmata da Giorgio Poi è presente nel lato B di un vinile in vendita nelle date del tour americano dei Phoenix. Inoltre la band francese lo vorrà come apertura per quattro concerti in Europa e 10 negli Stati Uniti.

### 2019-2020:Smoge altri progetti
(Giorgio Poi)
Il 12 dicembre 2018 pubblica l'inedito Vinavil. Il video del brano si ispira al programma televisivo Art Attack e al suo presentatore Giovanni Muciaccia.
L'8 marzo 2019 esce l'album Smog, prodotto da Bomba Dischi e anticipato dal singolo Stella. Nella tracklist sono presenti anche i precedenti singoli Vinavil e La musica italiana, quest'ultimo scritto e cantato insieme a Calcutta. Il 14 giugno 2019 è uscita una nuova versione di Prima di partire di Luca Carboni cantata insieme a Giorgio Poi, già coautore del brano, e prodotta da Dardust.
Il 10 ottobre 2019 esce il brano Erica cuore ad elica.
Il 13 marzo 2020 esce Feat (stato di natura) di Francesca Michielin, contenente Leoni, brano cantato insieme a Giorgio Poi che ne è anche l'autore e il produttore.
Dal 29 aprile 2020 è disponibile su Netflix la serie italiana Summertime, per cui Giorgio Poi ha composto la colonna sonora originale e collaborato alla supervisione delle musiche non originali.

### 2021-presente:GommapiumaeSchegge
Il 22 settembre 2021 è stato rilasciato l'inedito I pomeriggi e il successivo 29 ottobre, in occasione dell'uscita dell'omonimo libro di ZUZU, il singolo Giorni felici. Il 3 dicembre 2021 esce il terzo album Gommapiuma.
Nel 2022 ha collaborato con il duo francese Rob & Jack Lahana per il singolo Haute saison, che vede la partecipazione anche di Gordon Tracks (pseudonimo di Thomas Mars, cantante dei Phoenix). Il video è diretto da Natalie Portman e segna il debutto dell'attrice come regista di videoclip. Il 1º giugno è tornato con il singolo Ossesso, prodotto da Bomba Dischi e Universal Music Italia. Il 10 giugno 2022 esce Mare malinconia, singolo di Loredana Bertè e Franco126, che vede la produzione artistica di Giorgio Poi.
Il 20 ottobre 2023 esce Relax, quarto album in studio di Calcutta, di cui Giorgio Poi cura la produzione artistica insieme allo stesso Calcutta, al produttore francese Myd e ad Andrea Suriani, oltre ad essere coautore dei brani Allegria e Ghiaccioli. È autore della title-track de L'inizio, sedicesimo album in studio di Biagio Antonacci, uscito il 12 gennaio 2024.
Il 14 marzo 2025 ha rilasciato il singolo Uomini contro insetti, seguito il 18 aprile dal singolo Giochi di gambe, che hanno anticipato l'uscita del suo quarto album in studio Schegge, pubblicato il 2 maggio insieme al singolo Les Jeux sont faits.

## Influenze musicali
Il cantautore ha dichiarato di aver ascoltato molto Vasco Rossi, Paolo Conte, Lucio Dalla e Piero Ciampi. Tra gli artisti stranieri i Can, i Gun e i principali esponenti del reggae, in particolar modo Lee Perry.
Il suo stile è un mix tra Animal Collective, Lucio Battisti, Unknown Mortal Orchestra, Rino Gaetano, Connan Mockasin, Tricarico, Jacco Gardner e Mac DeMarco.

## Discografia

### Da solista
Album in studio
- 2017 – Fa niente
- 2019 – Smog
- 2021 – Gommapiuma
- 2025 – Schegge

### Con i Vadoinmessico
Album in studio
- 2012 – Archaeology of the Future

### Con i Cairobi
Album in studio
- 2017 – Cairobi

EP
- 2014 – Distant Fire